# Richard C. Byrd
Richard C. Byrd (* um 1805 im Hawkins County, Tennessee; † 1. Juni 1854 im Jefferson County, Arkansas) war ein US-amerikanischer Politiker (Demokratische Partei) und im Jahr 1849 kommissarisch Gouverneur des Bundesstaates Arkansas.

## Frühe Jahre und politischer Aufstieg
Das genaue Geburtsdatum von Richard Byrd ist unbekannt. Die Quellen gehen aber vom Jahr 1805 aus. Im Jahr 1826 kam er als Farmer und Händler in das Arkansas-Territorium. Zwischen 1829 und 1831 war er in diesem Gebiet als Revisor tätig. Im Jahr 1833 wurde er Mitglied des territorialen Parlaments und 1836 wurde er in das Repräsentantenhaus von Arkansas gewählt. Zwischen 1840 und 1848 war er mit einigen Unterbrechungen im Staatssenat; 1844 bewarb er sich erfolglos um das Amt des Gouverneurs.

## Gouverneur von Arkansas
Als der amtierende Gouverneur Thomas Stevenson Drew am 10. Januar 1849 zurücktrat, musste Richard Byrd als Senatspräsident dessen Amt kommissarisch verwalten. Seine einzige Aufgabe war die Ausschreibung einer Neuwahl für das Amt des Gouverneurs. Diese fand am 14. März 1849 statt. Am 19. April desselben Jahres wurde der neu gewählte Gouverneur John Selden Roane in sein Amt eingeführt. Damit endete Byrds kurze Amtszeit.
Byrd zog sich nun aus der Politik zurück. Er ging im Jefferson County seinen geschäftlichen Interessen nach und starb im Jahr 1854.